# Aleksandr Sizonenko
Aleksandr Sizonenko (en russe : Александр Алексеевич Сизоненко), né le 27 juillet 1959, à Zaporijia, en République socialiste soviétique d'Ukraine et décédé le 5 janvier 2012, à Saint-Pétersbourg, en Russie, est un ancien joueur soviétique de basket-ball. Évoluant au poste de pivot, il est considéré comme l'un des plus grands basketteurs de l'histoire par la taille.